# 메러디스 브룩스
메러디스 앤 브룩스(영어: Meredith Ann Brooks, 1958년 6월 12일 ~ )는 미국의 싱어송라이터이다. 그녀는 주로 영국 싱글 차트 6위와 빌보드 핫 100 차트 2위 그리고 제40회 그래미 어워드 최우수 여성 록 보컬 퍼포먼스 부문과 최우수 록 노래 부문 후보에 오른 1997년 히트곡 "Bitch"로 유명하다.

## 음반

### 스튜디오 음반
- Blurring the Edges (1997)
- See It Through My Eyes (1997)
- Deconstruction (1999)
- Bad Bad One (2002)
- If I Could Be... (2007)

### 익스텐디드 플레이
- Meredith Brooks: Celebrating Pride (2022)